# Lipocarpha micrantha
Lipocarpha micrantha är en halvgräsart som först beskrevs av Vahl, och fick sitt nu gällande namn av Gordon C. Tucker. Lipocarpha micrantha ingår i släktet Lipocarpha och familjen halvgräs. Inga underarter finns listade i Catalogue of Life.

## Bildgalleri

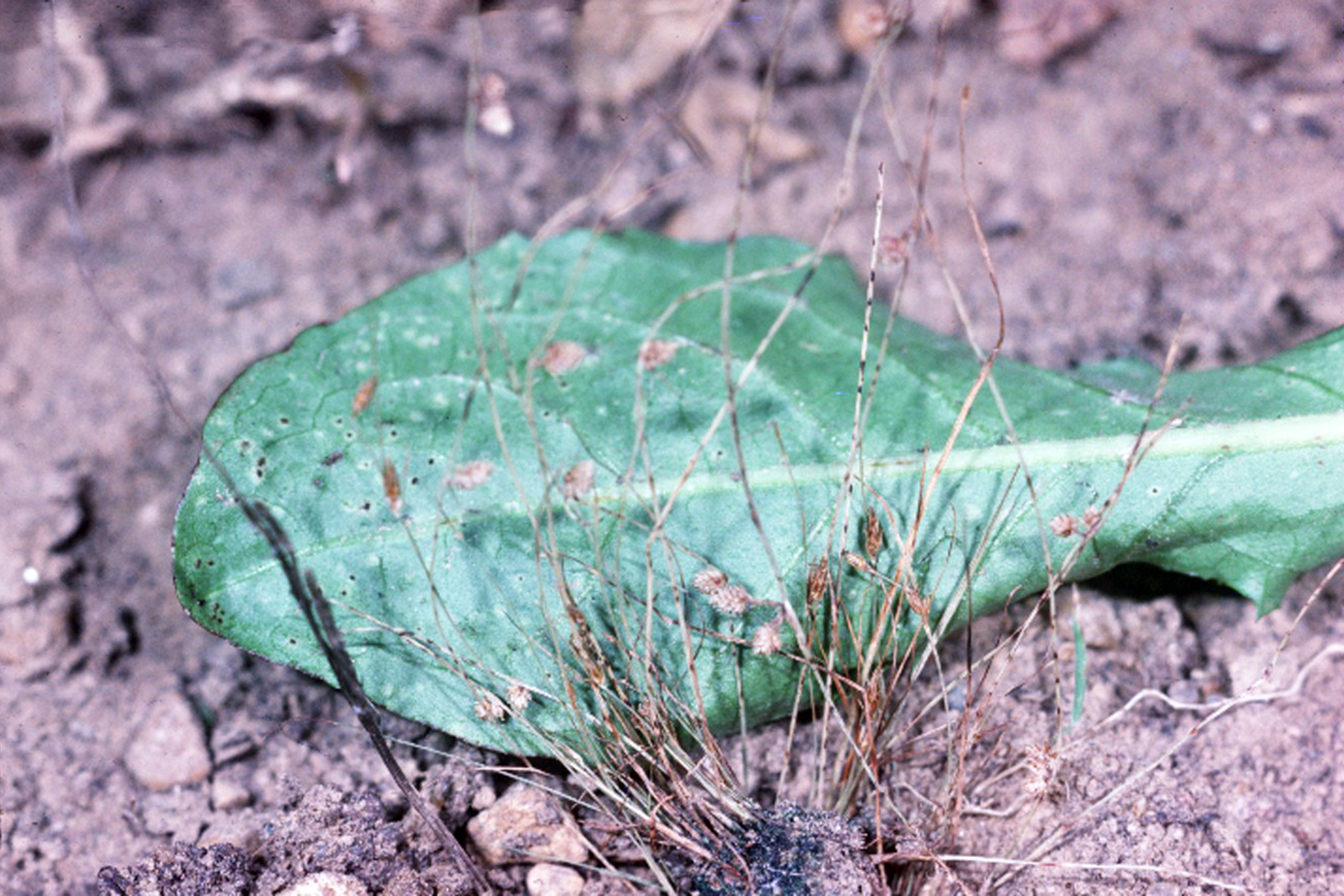
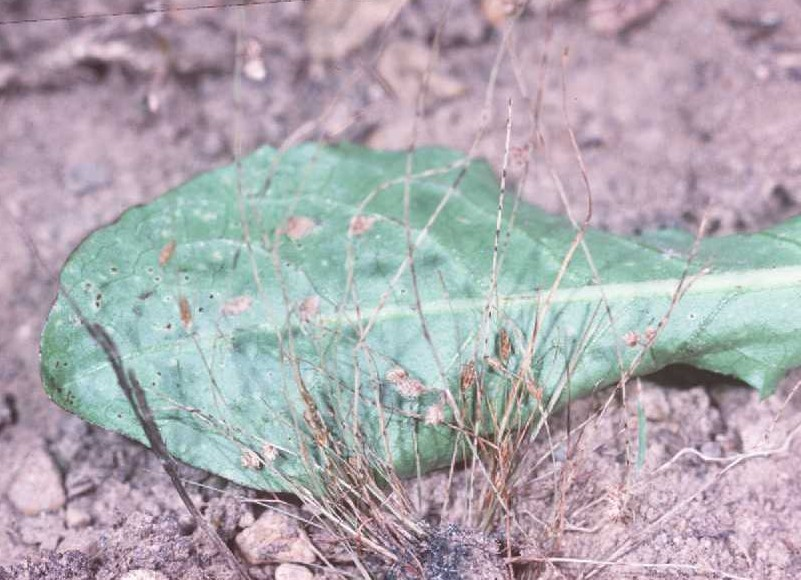